# Fabián Bielinsky
Pour les articles homonymes, voir Bielinsky.
Fabián Bielinsky, né le 3 février 1959 à Buenos Aires et décédé le 29 juin 2006 à São Paulo, est un réalisateur argentin. Ses deux longs métrages, Les Neuf Reines et El aura, ont connu le succès tant en Argentine qu'à l'étranger.

## Biographie
Fabián Bielinsky est né le 3 février 1959 à Buenos Aires (Argentine). Il débute par un court métrage adapté d'une nouvelle de Julio Cortázar, Continuidad de los parques. Il suit des études de cinéma à l'école de l'Incaa (l'Institut national du cinéma argentin), qu'il achève en 1983. Son travail de fin d'études sera l'adaptation d'une nouvelle de Jorge Luis Borges, La Espera, issue du recueil L'Aleph.
Pendant les années 1980 et 1990, il est assistant-réalisateur, auprès de cinéastes comme Carlos Sorín, Marco Bechis ou Eliseo Subiela. Il écrit le scénario des Neuf Reines sans trouver de producteur. C'est seulement après que ce script ait gagné un concours de scénario qu'il parvient à trouver un financement pour cette histoire d'arnaque particulièrement retorse, dans la lignée d'Usual Suspects de Bryan Singer ou de La Prisonnière espagnole de David Mamet.
Le succès critique et dans les salles des Neuf Reines vaut à Fabián Bielinsky des propositions d'Hollywood, qu'il décline.  Gregory Jacobs, assistant de Steven Soderbergh, en réalise un remake en 2004.
En 2005, il sort son second long métrage, El aura, dont le rôle principal est à nouveau tenu par Ricardo Darín, l'un des deux principaux interprètes des Neuf Reines. Sous les apparences d'un film policier dans une région forestière d'Argentine, il s'agit d'une œuvre étrange autour d'un personnage épileptique qui rêve du hold-up parfait et va plonger dans un engrenage criminel.
Fabián Bielinsky est mort le 29 juin 2006, à 47 ans, d'un infarctus, à São Paulo (Brésil), où il préparait son troisième film.

## Filmographie

### Comme réalisateur
- 1983 : La Espera (court métrage)
- 2000 : Les Neuf Reines (Nueve reinas)
- 2005 : El aura

### Comme premier assistant-réalisateur
- 1986: La República perdida II
- 1989: Eterna sonrisa de New Jersey
- 1991: Alambrado
- 1995: No te mueras sin decirme adónde vas
- 1996: Sotto voce
- 1998: Cohen vs. Rosi
- 1999: El Secreto de los Andes

## Récompenses
- Les Neuf Reines a obtenu plusieurs récompenses en Argentine, dont celles de meilleur scénario, meilleur réalisateur et meilleur film. Il a gagné de nombreux prix dans plusieurs festivals internationaux. En France, Les Neuf Reines remporte le Grand prix au Festival du film policier de Cognac en 2002.
- Fabián Bielinsky a reçu la Catalina de Oro du meilleur réalisateur au Festival international du film de Carthagène 2006 pour El aura.
- El aura a reçu en juin 2006 sept Condor de Plata, équivalent argentin des Oscars et des Césars, dont le prix du meilleur réalisateur et du meilleur film.